# Suits (Fish)
Suits is het vierde studioalbum van Fish. Fish was aan de dijk gezet door Polydor en al eerder door EMI. Er bleef niets anders over om dat maar zelf zijn compact discs uit te brengen. Hij richtte zijn eigen Dick Bros Records Company op, maar het bestieren van een platenlabel was (nog) niet voor Fish weggelegd. In 1998 ging het weer ter ziele. Het album werd opgenomen in Funny Farm Recording Studio in Haddington van Fish zelf.
Het album verkocht beter dan het vorige. Het stond twee weken (hoogste plaats 18) in de Britse albumlijst; in Nederland liep het album beter met 13 weken notering en hoogste plaats 22. 

## Musici
- Fish (Derek W. Dick) – zang
- Robun Boult, Frank Usher – gitaar
- James Cassidy en Foster Patterson – toetsinstrumenten, achtergrondzang
- David Paton – basgitaar, achtergrondzang
- Kevin Wilkinson – slagwerk, percussie
- Lorna Bannon – achtergrondzang
- Marc Duff – fluitjes (van Capercaillie)
- David Murray – doedelzak
- Fraser Spiers – mondharmonica
- Charlie McKerron – fiddle  (van Capercaillie)

## Muziek
| Nr. | Titel                                               | Duur |
| --- | --------------------------------------------------- | ---- |
| 1.  | Mr 1470 (Dick, Paterson, Boult)                     | 6:04 |
| 2.  | Lady let it be (Dick, Paton, Cassidy)               | 6:53 |
| 3.  | Emperor’s song (Dick, Cassidy, Boult)               | 6:18 |
| 4.  | Fortunes of war (Dick, Cassidy, Boult)              | 7:50 |
| 5.  | Somebody special (Dick, Paton, Boult)               | 5:22 |
| 6.  | No dummy (Dick, Cassidy, Boult)                     | 6:16 |
| 7.  | Pipeline (Dick, Paton, Boult)                       | 6:43 |
| 8.  | Jumpsuit City (Dick, Cassidy, Boult)                | 6:09 |
| 9.  | Bandwagon (Dick, Paton, Boult, Paterson, Wilkinson) | 5:07 |
| 10. | Raw meat (Dick, Paterson)                           | 7:17 |
| 11. | Black canal (Dick, Paterson)                        | 8:26 |
| 12. | Out of my life (Dick, Boult)                        | 3:45 |